# Dick Hogan
Dick Hogan (Little Rock, 7 novembre 1917 – Little Rock, 18 agosto 1995) è stato un attore e cantante statunitense.

## Biografia
Dopo un'iniziale attività di cantante (fece parte anche dell'orchestra di Glenn Miller), intraprese la carriera di attore cinematografico. Tra le sue interpretazioni (molte di quelle elencate nella filmografia lo videro prevalentemente come comparsa non accreditata) sono da ricordare Un sacco d'oro (1941), Convoglio verso l'ignoto (1943) e Nodo alla gola (1948) che fu la sua ultima apparizione, nei panni di un ragazzo che nella scena iniziale del film viene ucciso da due suoi coetanei (interpretati da John Dall e Farley Granger) e nascosto in un baule che viene imbandito per un raffinato ricevimento. 
Ritiratosi precocemente dall'attività di attore, ritornò nella natia Little Rock, in Arkansas, dove svolse il mestiere di agente assicurativo e dove morì all'età di 77 anni per un attacco cardiaco.

## Filmografia
- Blazing Barriers, regia di Aubrey Scotto (1937)
- Annapolis Salute, regia di Christy Cabanne (1937)
- Saturday's Heroes, regia di Edward Killy (1937)
- Rebellious Daughters, regia di Jean Yarbrough (1938)
- Pattuglia sottomarina (Submarine Patrol), regia di John Ford (1938)
- Sorority House, regia di John Farrow (1939)
- Charlie Chan a Reno (Charlie Chan in Reno), regia Norman Foster (1939)
- La tragedia del Silver Queen (Five Came Back), regia di John Farrow (1939)
- La ragazza della 5ª strada (5th Avenue Girl), regia di Gregory La Cava (1939)
- Three Sons, regia di Jack Hively (1940)
- The Marines Fly High, regia di George Nichols Jr. e Benjamin Stoloff (1940)
- Rancho Grande, regia di Frank McDonald (1940)
- Prairie Law, regia di David Howard (1940)
- Il ponte dell'amore (Lucky Partners), regia di Lewis Milestone (1940)
- One Crowded Night, regia di Irving Reis (1940)
- Mexican Spitfire Out West, regia di Leslie Goodwins (1940)
- The Fargo Kid, regia di Edward Killy (1940)
- Play Girl, regia di Frank Woodruff (1941)
- Un sacco d'oro (Pot o' Gold), regia di George Marshall (1941)
- Harmon of Michigan, regia di Charles Barton (1941)
- Uncle Joe, regia di William Strohbach (1941)
- Gang Busters, regia di Noel M. Smith e Ray Taylor (1942)
- I cavalieri azzurri (Ten Gentlemen from West Point), regia di Henry Hathaway (1942)
- Tough as They Come, regia di William Nigh (1942)
- Rubber Racketeers, regia di Harold Young (1942)
- Voglio essere più amata (Orchestra Wives), regia di Archie Mayo (1942)
- The Spirit of Stanford, regia di Charles Barton (1942)
- Smith of Minnesota, regia di Lew Landers (1942)
- The Mummy's Tomb, regia di Harold Young (1942)
- Army Surgeon, regia di A. Edward Sutherland (1942)
- Mug Town, regia di Ray Taylor (1942)
- Cinderella Swings It, regia di Christy Cabanne (1943)
- They Came to Blow Up America, regia di Edward Ludwig (1943)
- Convoglio verso l'ignoto (Action in the North Atlantic), regia di Lloyd Bacon e, non accreditati, Byron Haskin e Raoul Walsh (1943)
- Sorelle in armi (So Proudly We Hail!), regia di Mark Sandrich (1943)
- Vittoria alata (Winged Victory), regia di George Cukor (1944)
- Bagliore a mezzogiorno (Blaze of Noon), regia di John Farrow (1947)
- Shed No Tears, regia di Jean Yarbrough (1948)
- Codice d'onore (Beyond Glory), regia di John Farrow (1948)
- Nodo alla gola (Rope), regia di Alfred Hitchcock (1948)